# Chico Viola Não Morreu
Chico Viola não Morreu é um filme brasilo-argentino de 1955 escrito por Gilda de Abreu e dirigido por Román Viñoly Barreto.
É uma cinebiografia romanceada do cantor Francisco Alves, conhecido também como "Chico Viola".

## Elenco
- Cyll Farney… Francisco Alves
- Eva Wilma.... Maria das trançinhas
- Inalda de Carvalho… Lúcia
- Heloísa Helena… cigana Vó
- Wilson Grey....Maneco